# Attacus atlas
L'atlante o farfalla cobra (Attacus atlas Linnaeus, 1758) è una falena appartenente alla famiglia Saturniidae, diffusa nelle foreste tropicali dell'Asia, in particolare nelle Filippine, in Thailandia ed in Malaysia.

## Descrizione
Con i suoi 30 cm di apertura alare, è una delle specie di insetto più grandi del mondo e deve il suo nome al particolare disegno delle sue ali, che ricorda i colori dell'omonimo serpente.

## Biologia
L'adulto vive soltanto pochi giorni, durante i quali non si nutre ma sfrutta le riserve accumulate durante lo stadio larvale e si dedica soltanto all'accoppiamento, che può durare un giorno intero.
Successivamente la femmina depone fino a 200 uova, che si schiudono dopo circa 12 giorni. Dopo la schiusa, i piccoli bruchi iniziano a nutrirsi e continuano a crescere per un periodo di 90 giorni, dopodiché, raggiunte le massime dimensioni, iniziano la metamorfosi, racchiudendosi in un bozzolo di seta e usando generalmente una foglia come sostegno, per trasformarsi al suo interno in crisalide e infine fuoriuscirne dopo un mese come esemplare adulto.
È considerata una delle specie tropicali più belle, ed è relativamente semplice da allevare in cattività.
I bozzoli di Attacus atlas, formati da numerosi fili di seta, vengono utilizzati per ottenere un filato piuttosto resistente denominato "seta Zagara".

## Galleria d'immagini

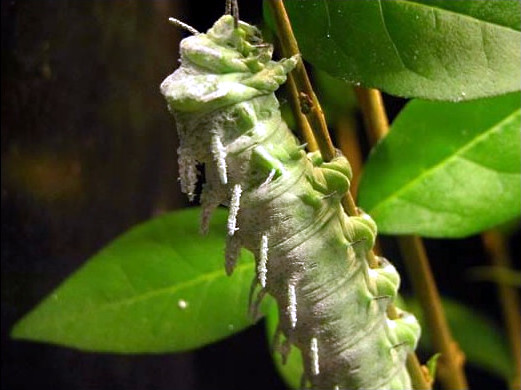
Bruco
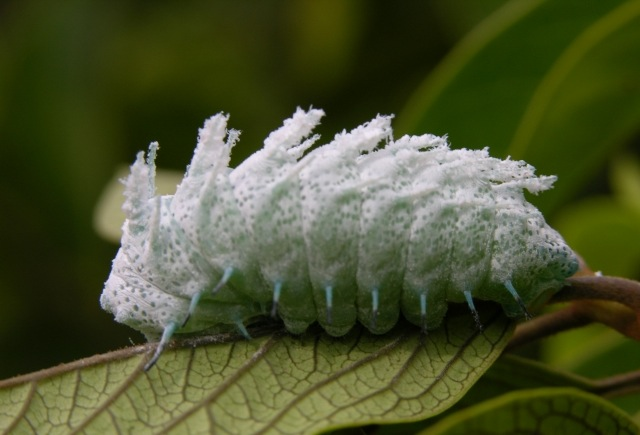
Bruco
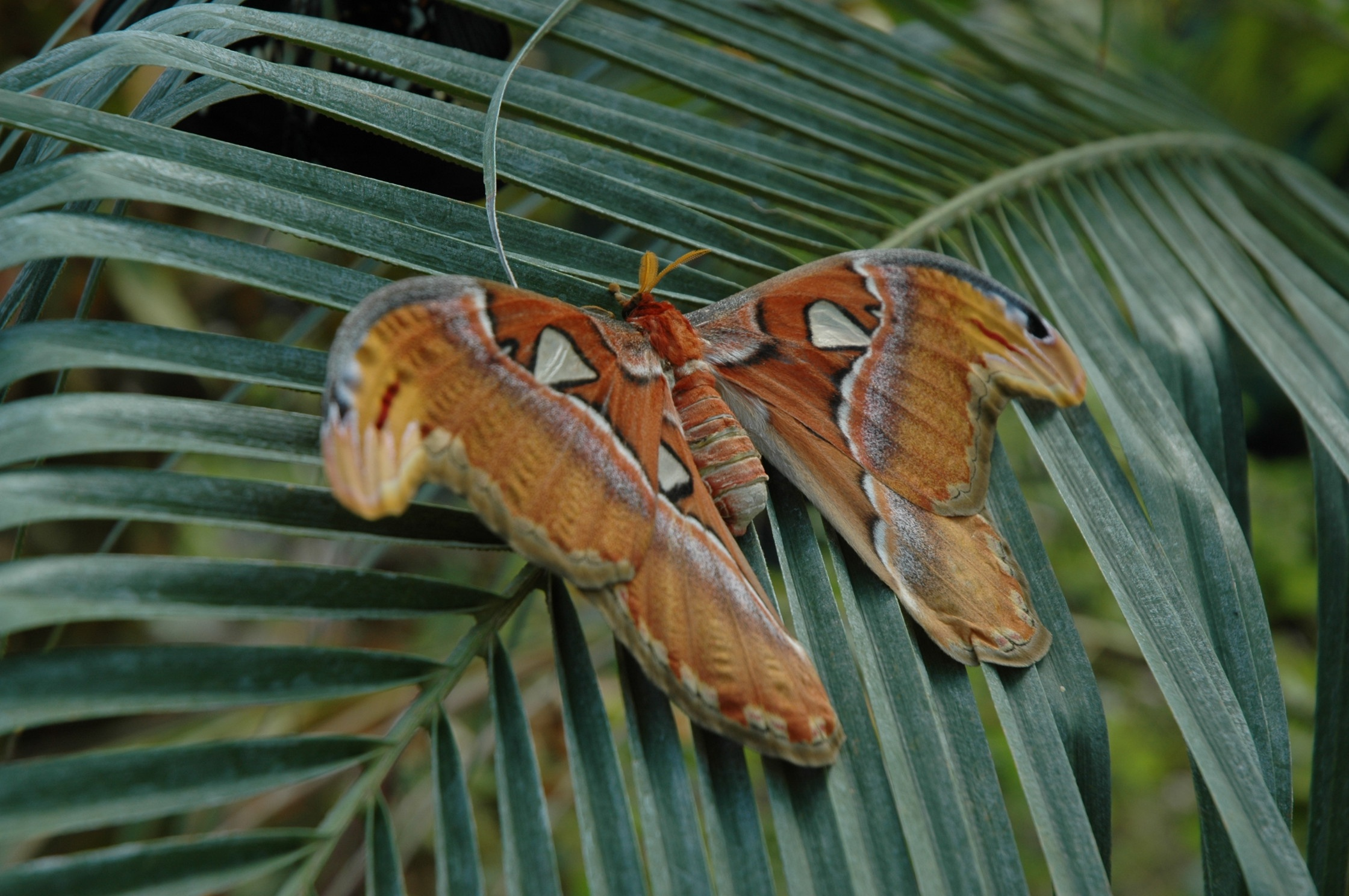
Adulto
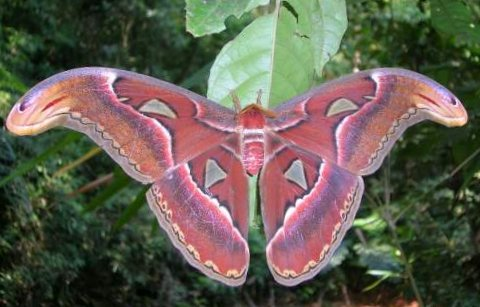
Adulto
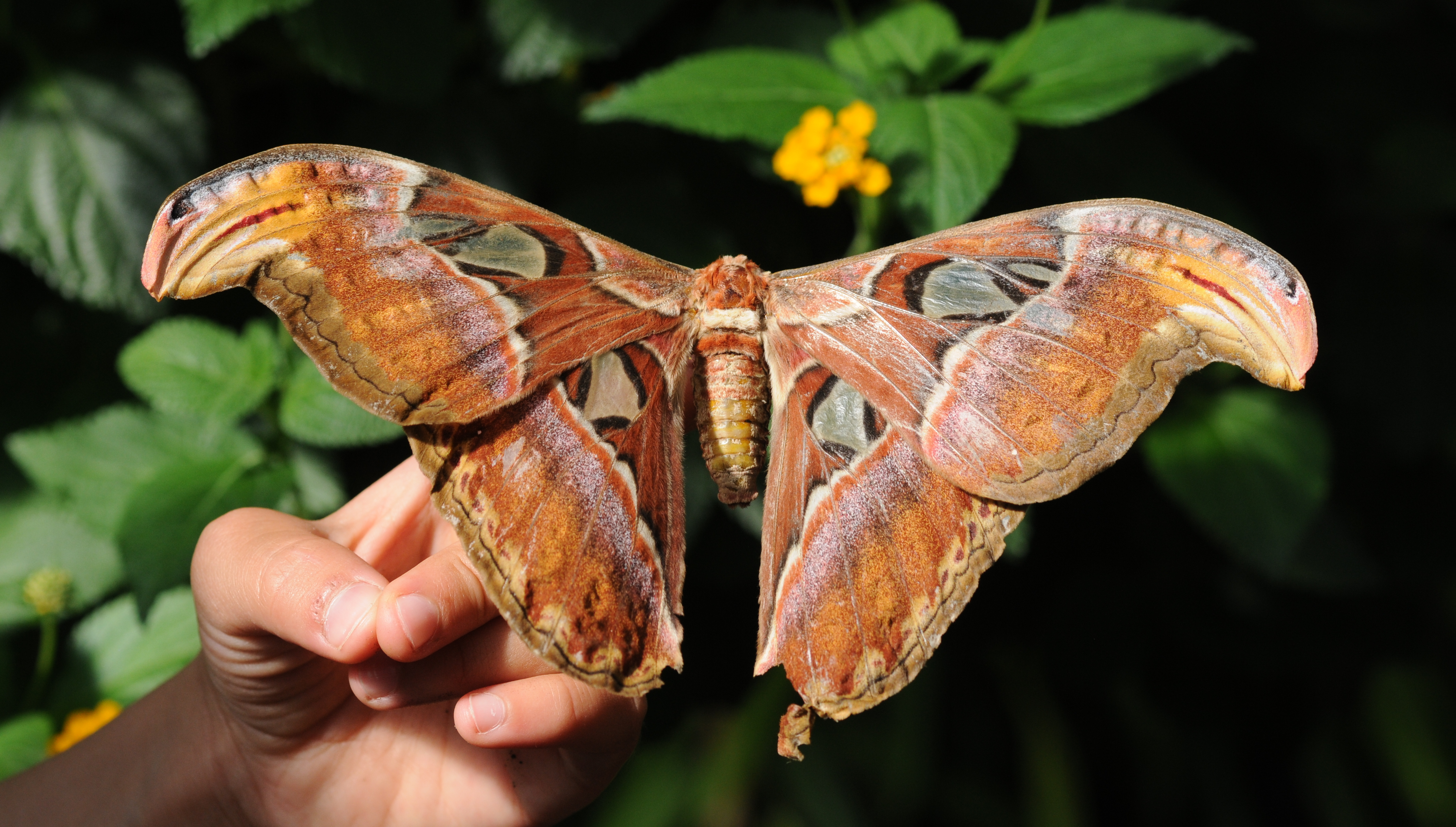
Adulto